# Pałac w Mikuszewie
Pałac w Mikuszewie – zabytkowy pałac w Mikuszewie, w powiecie wrzesińskim, w województwie wielkopolskim.
Pałac został wybudowany około 1890, kiedy właścicielem pobliskich dóbr był Bernard III (książę Saksonii-Meiningen). Obecnie w obiekcie funkcjonuje Międzynarodowy Dom Spotkań Młodzieży „Mikuszewo”. 

## Opis
Budowla została wzniesiona w stylu neorenesansowym, o rozczłonkowanej bryle, z narożną, czworoboczną wieżą, zwieńczoną czworobocznym hełmem. Od frontu ryzalit z głównym wejściem w potrójnej arkadzie (parter), szeroki na trzy okna dzielone na piętrze pilastrami, zakończony trójkątnym frontonem. Nad nim kartusz z herbem Saksonii zwieńczony koroną. Pałac znajduje się w parku krajobrazowym ze stawem, prowadzi do niego stara aleja lipowa.

Herb Saksonii